# 가족사
가족사 또는 가족의 역사는 선사시대부터 현대까지 친족집단의 사회문화적 진화를 다루는 사회사의 한 분야이다. 가족은 모든 사회에서 보편적이고 기본적인 단위로서 역할을 한다. 가족사에 대한 연구는 학문과 문화를 넘나들며, 가족의 구조와 기능을 다각적인 관점에서 이해하는 것을 목표로 한다. 예를 들어, 사회학적, 생태학적, 경제적 관점은 개인, 친척, 역사적 시간 사이의 상호 관계를 보는 데 사용된다. 가족 역사 연구에 따르면 가족 체계는 유연하고 문화적으로 다양하며 생태학적, 경제적 조건에 적응할 수 있는 것으로 나타났다.

## 가족의 정의
공동 거주와 친족에 의한 조직은 모두 가족 개념의 발전에 중요하다. 세대를 구성하는 공동주거 집단은 일반적인 생존 목표와 거주지를 공유할 수 있지만 가족 정의에 대한 다양하고 때로는 모호한 요구 사항을 충족하지 못할 수도 있다.

## 역사학
가족사는 1970년대에 인류학과 사회학과 긴밀한 연관을 맺으며 별도의 역사 분야로 등장했다. 특히 미국과 캐나다에서 이런 경향이 두드러졌다. 인구통계학적 패턴과 공공 정책을 강조한다. 비록 인구 조사나 가족 기록과 같은 동일한 주요 출처를 사용하는 경우가 많지만 계보학과는 상당히 별개이다. 1978년에 여성, 일, 가족이라는 영향력 있고 선구적인 연구가 나왔다. 저자인 루이스 A. 틸리(Louise A. Tilly)와 조안 W. 스콧(Joan W. Scott)은 광범위한 해석 체계와 프랑스와 영국의 가족 및 경제에서 여성의 위치를 형성하는 다양한 요인에 대한 강조로 새로운 지평을 열었다. 이는 여성의 임금노동을 분석하면서 생산과 재생산의 상호작용을 고찰함으로써 노동사와 가족사의 결합에 도움을 주었다. 여성의 삶에서 사적인 영역과 공적인 영역 사이의 이분법에 대해 많은 연구가 이루어졌다.

## 기원
세계 대부분의 문화권에서 가족사의 시작은 창조 신화에서 시작된다. 일과 날(Works and Days)에서 고대 그리스 시인 헤시오도스는 이전 네 시대의 인간의 시대의 서사시적 파괴를 묘사한다. 황금 시대였던 유토피아는 결국 현재의 철기 시대로 대체되었다. 신들이 인간을 "희망 없는 비참함과 수고" 속에 살게 만들었던 때. 헤시오도스의 두 번째 시 신통기는 그리스 신들의 관계와 가족 관계를 묘사했다. 고대 그리스인들은 그들 중에는 신권이나 기타 특권적인 사회적 지위를 얻을 자격이 있는 신들의 후손들이 있다고 믿었다.
유대교-기독교 전통은 성경의 창세기에서 유래한다. 하나님께서 창조하신 첫 남자와 여자가 모든 인류를 낳았다. 성경은 가부장적 세계관을 반영하며 일부다처제 관행을 자주 언급한다. 성서 시대에 사람들은 신권을 받기 위해 자신들이 선지자 모세 가문의 후손임을 증명하려고 했다.

## 같이 보기
- 입양
- 씨족
- 동거
- 사실혼
- 대가족
- 혈연
- 가정폭력
- 역기능가정
- 가정경제학
- 계보학
- 가족법
- 가족
- 친족
- 혼인
- 양육
- 복혼
- 동성결혼
- 가족사회학